# Сирия
Сирия (на арабски: سوريا‎), официално Сирийска арабска република (на арабски: الجمهورية العربية السورية‎, al-Jumhūriyya al-ʿArabiyya al-Sūriyya), е държава в Югозападна Азия, разположена в Източното Средиземноморие и Леванта. Граничи със Средиземно море на запад, с Турция на север, с Ирак на изток и югоизток, с Йордания на юг и с Израел и Ливан на югозапад. Това е президентска република под преходно правителство и се състои от 14 мухафази. Нейната столициа и най-голям град е Дамаск. С население от 25 млн. души, разположено на площ от 185 180 km2, това е 57-мата най-населена и 87-мата по площ страна в света.
Името „Сирия“ исторически се е отнасяло до по-широк регион. Съвременната държава обхваща местата на няколко древни кралства и империи, включително цивилизацията Ебла. Дамаск е бил седалище на Омаядския халифат и провинциална столица под управлението на Мамелюкския султанат. 
Съвременната сирийска държава е създадена в средата на XX век след векове османско владичество, като френски мандат. Държавата е представлявала най-голямата арабска държава, възникнала от някога управляваните от Османската империя сирийски провинции. Тя получава де юре независимост като парламентарна република през 1945 г., когато Първата сирийска република става член-основател на Организацията на обединените нации – акт, който законно слага край на френския мандат. Френските войски се изтеглят през април 1946 г., предоставяйки на нацията де факто независимост. Периодът след обявяването на независимостта е бурен, с множество опити за преврат между 1949 и 1971 г. През 1958 г. Сирия сключва кратък панарабски съюз с Египет, прекратен след държавен преврат през 1961 г. Държавният преврат от 1963 г., извършен от военния комитет на партията Баас, установява еднопартийна държава, която управлява Сирия под военно положение от 1963 до 2011 г. Вътрешните борби за власт във фракциите на Баас водят до по-нататъшни преврати през 1966 и 1970 г., като последният от тях довежда на власт Хафез ал-Асад. При управлението му Сирия става наследствена диктатура. Асад умира през 2000 г. и е наследен от сина си Башар.
След Арабската пролет през 2011 г. Сирия е въвлечена в многостранна гражданска война с участието на няколко държави, което води до бежанска криза, при която над 6 милиона бежанци са разселени от страната. В отговор на бързите териториални придобивки, постигнати от Ислямска държава по време на гражданската война през 2014 и 2015 г., няколко държави се намесват от името на различни фракции, противопоставящи се на нея, което довежда до териториалното ѝ поражение през 2017 г. както в Централна, така и в Източна Сирия. След това на сирийска територия се появяват три политически образувания – Временното сирийско правителство, Сирийското правителство на спасението и Демократичната автономна администрация на Северна и Източна Сирия, за да оспорят управлението на Асад. В края на 2024 г. серия от офанзиви от коалиция от опозиционни сили водят до падането на Дамаск и на режима на Асад. В началото на 2025 г. войната води икономиката на Сирия до лошо състояние, което се влошава от многобройните все още действащи международни санкции.
Сирия е страна с плодородни равнини, високи планини и пустини, дом на разнообразни етнически и религиозни групи. Арабите са най-голямата етническа група, а сунитските мюсюлмани са най-голямата религиозна група.

## Наименование
Няколко източника посочват, че името Сирия произлиза от лувийския термин „Сура/и“ от VIII век пр.н.е. и производното старогръцко име Σύριοι, Sýrioi или Σύροι, Sýroi, като и двете произлизат от Ашшур (Асирия) в Северна Месопотамия (днешен Ирак и североизточна Сирия). Въпреки това от времето на Селевкидската империя (323–150 г. пр.н.е.) този термин е бил прилаган и за Леванта и от този момент нататък гърците са го прилагали без да правят разлика между асирийците от Месопотамия и арамейците от Леванта.  Съвременното академично мнение силно подкрепя аргумента, че старогръцката дума е свързана със сродната Ἀσσυρία, Assyria, в крайна сметка произлиза от акадското Aššur. Старогръцкото название изглежда съответства на финикийското ʾšrym „Assur“, на финикийски: ʾšrym „Асирийци“, записано в надписа от Чинекьой от VIII век пр.н.е.
Обозначената с думата област се променя с течение на времето. Класическа Сирия се намира в източния край на Средиземно море, между Арабския полуостров на юг и Мала Азия на север, простирайки се навътре в сушата, за да включи части от Ирак, и имайки неясна граница на североизток, която Плиний Стари описва като включваща от запад на изток Комагена, Софена и Адиабена. По времето на Плиний обаче тази по-голяма Сирия е разделена на редица провинции под управлението на Римската империя (но политически независими една от друга): Юдея, по-късно преименувана на Палестина през 135 г. сл. н.е. (регионът, съответстващ на днешния Израел, палестинските територии и Йордания) в крайния югозапад; Финикия (основана през 194 г.), съответстваща на днешните региони Ливан, Дамаск и Хомс; Коеле-Сирия (или „Куха Сирия“) и южно от река Елевтерида (Нахр ал-Кабир).

## История

### Древност
Първите данни за региона на Сирия се съдържат в египетски анали от 4 хилядолетие пр.н.е., описващи експедиции до Аманските и Ливанските планини за добив на кедър, бор и кипарис. През 3 хилядолетие пр.н.е. в региона пристигат и експедиции от Шумер, най-вече в търсене на кедър от Аман и злато и сребро от Киликия. Шумерите и египтяните най-вероятно са търгували със сирийския град Библос, откъдето са можели да набавят дървен материал и, в случая на Египет, смола за мумифициране. С времето се развива огромна търговска мрежа, обхващаща Египет, Анадола, Месопотамия и Егейско море. Мрежата вероятно е била под силното влияние на древна сирийска империя, базирана около град Ебла край днешен Халеб. Към 23 век пр.н.е. империята вече е равен съперник на Акад. Двете държави водят борби, които в крайна сметка завършват с поражение за Ебла преди 2250 година, когато градът е опожарен от акадския цар Нарам-Син.
В приблизително същия век от Северна Арабия тече миграция на амореи и ханаанци към Сирия. Първите са били под влиянието на Месопотамия, а последните се заселват по бреговете и попадат под египетско влияние. Започват да се обособяват финикийците, наследници на ханаанците и околните народи по сирийските брегове. Финикийците се превръщат в най-големите търговци на древния свят. През 2 хилядолетие пр.н.е. финикийците правят едно от най-значителните изобретения в историята – азбуката. Арамейците приемат 30-буквената финикийска азбука, през 14 век пр.н.е. започват да я използват и гърците, които обаче добавят гласни букви (отсъстващи в семитската писменост). Ограничените територии принуждават финикийците да откриват колонии из цяла Северна Африка, най-известната от които е Картаген. В хода на своите пътешествия те откриват Атлантическия океан.
Градовете-държави в Сирия поетапно падат под контрола на Асирия след 10 век пр.н.е.. Вавилонският цар Навуходоносор приключва походите и завладява всички сирийски градове-държави през 8 век пр.н.е.. Така вавилонците заемат мястото на асирийските завоеватели през следващия век, а на тяхно място през VI век идват персите. Под тяхно управление се поставя началото на сравнителна автономност за Сирия, която с прекъсвания ще продължи чак до независимостта ѝ през XX век.

### Гръцко, римско и византийско управление
През 333 г. пр. Хр. година Александър Велики покорява Сирия. Регионът попада под много силното влияние на европейската философска мисъл и култура. След смъртта на Александър, империята му е поделена между неговите военачалници. Персия и земите на велика Сирия попадат под управлението на Селевк, а династията му ще управлява региона през следващите 300 години. Те основават Сирийско царство със столица Дамаск, а Латакия се превръща в едно от най-големите пристанища. Огромен брой гръцки имигранти пристигат в Сирия. Сирийската търговия достига Далечния изток, Индия и Европа. Гърците построяват нови градове и заселват вече построени такива, а сливането на местната сирийска и гръцката мисъл дава началото на източен елинизъм, характеризиращ се със значителни постижения във философията, науката и юриспруденцията. Към 2 век пр.н.е. властта на селевкидите вече е западнала; към края на века те контролират само регионите около Антиохия и Дамаск. Южните части са управлявани от различни групи, сред които най-силните са евреите и набатейците.
През 83 пр.н.е. цар Тигран II за кратко присъединява Сирия към Велика Армения, но е изтласкан от Помпей Велики, който през 64 пр.н.е. създава провинция Сирия на Римската република. Към този момент Сирия вече има силно развито поливно земеделие, астрономия и местни писмени системи. Когато през 324 година император Константин I премества столицата на империята в Константинопол, регионът бива разделен на две провинции – Сирия прима, с център Антиохия, и Сирия секунда, с център Хама. Доминиращи в управлението на тези две провинции са гасанидите и арабите-християни. Византийският период обаче е много размирен – Сирия се превръща в бойно поле между византийските войски и армиите на Персия. През 611 година персийците завземат региона и стигат до Йерусалим през 614, но скоро след това изгубват тези териториални придобивки. Провинцията е изтощена от постоянните войни с Персия, а Византия спира паричната подкрепа за наемните бойци от християнски племена. Това се оказва фатална грешка за империята и улеснява навлизането на нова сила от юг – исляма. През 635 арабите-мюсюлмани превземат Дамаск, а на следващата година се води знаковата битка при Ярмук. Катастрофалната загуба на ромеите предопределя края на византийска Сирия.

### Средновековие
В началото на VII век Мохамед дава началото на исляма. Новата религия бързо се разпространява из Арабския полуостров, след което последователите ѝ обръщат поглед на север, към Сирия. Мюсюлманите я наричат Билад аш-Шам, или „земите на Шам“ – название, често употребявано от арабите за Дамаск. До средата на VII век регионът става част от Праведния халифат. След убийството на Али през 661, управителят на Сирия – Муауия, се самопровъзгласява за халиф и прави Дамаск своя столица. С него се дава началото на умаядите. От Сирия той започва походи към старите арабски земи и Византия, като за целта създава професионална армия и използва останалите от византийците корабостроителници, за да построи първата флотилия на халифата. Компетентното му управление полага основните на Арабския халифат. Въпреки вярата си, Муауия назначава християнски управници в администрацията, и дори жена му е християнка. Умаядите заимстват административната структура на държавата си от византийците, а законовата уредба следва традициите на римското право (шериатът е валиден само за мюсюлманите). Част от умаядското административно-правно наследство се прилага и днес в Сирия. Халифатът просперира в икономическо и интелектуално отношение. Външнотърговските отношения се разширяват, много евреи и християни постъпват на служба в двора на халифа като философи, лекари и алхимици. Към 732 година той вече се простира от Испания и Тур във Франция до Самарканд и Кабул в Афганистан, обхващайки много по-голяма територия от някогашната Римска империя. По това време славата на столицата Дамаск е ненадмината. В рамките на 89-годишното управление на умаядите, арабският измества арамейския като главен език в Сирия, и по-голямата част от жителите на региона стават мюсюлмани.
Към средата на VIII век умаядите отслабват под натиска на абасидите, произхождащи от Хорасан в Персия. През 750 година абасидите свалят управлявалите дотогава умаяди и местят столицата в Багдад. Абасидското управление на Сирия обаче не е силно, централната власт често е оспорвана и отричана от местни князе. Най-известният от тях, Сейф ад-Даула („Мечът на Династията“), принадлежи към династията на хамданидите и през 945 основава Халебско емирство. То става известно както с постиженията си в науката и изкуствата, така и с постоянните си нападения срещу Византия. През 1094 последните останки от държавата на хамданидите са покорени от селджуките.
В същото време владението на Светите земи от мюсюлманите и пренаселването на Европа стават причина Църквата да организира Кръстоносни походи, първите европейски колониални експедиции в Близкия изток. Политическата разпокъсаност на региона е от полза за европейците, които в рамките на Първи кръстоносен поход основават няколко кръстоносни държави – Графство Едеса (1098 г.), Антиохийско княжество (1098), Йерусалимско кралство (1099), Графство Триполи (1105) и други. Тези държави обаче са слаби, тъй като кръстоносците са малцинство в тях, и просперират единствено когато мюсюлманските територии около тях са в упадък. Графство Едеса е унищожено от владетеля на Мосул Зенги през 1144. Заместникът му в Египет Салах ад-Дин (Саладин) побеждава първо вътрешната опозиция в лицето на фатимидите, а после и поетапно кръстоносците. Войските му налагат обсада на Йерусалим на 20 септември 1187, и девет дни по-късно градът е превзет. Падането на Йерусалим става известно с това, че Саладин решава да пощади жителите-християни и дори защитниците на града, и ги оставя да напуснат срещу откуп. Действията му в хода на кампанията срещу кръстоносците увековечават образа му на доблестен и благороден воин както за арабите, така и за самите европейци.
Със смъртта на Саладин от малария през 1192 година настъпва и краят на постигнатото единство между арабите. Наследниците му (наречени аюбиди) разцепват владенията му и създават малки владения около Халеб, Хама, Хомс и Дамаск. Те прилагат военно-административната уредба на селджуките в своите държави и полагат усилия да изкоренят шиитството, но без особени успехи. През 1260 нашествието на монголците достига Халеб, който е ограбен от тях. Мощната египетска военна каста на мамелюците обаче дава силен отпор на монголските орди и налага своето управление върху Сирия. Властта им се характеризира с икономическо възстановяване и подем от една страна, и погазване на религиозните малцинства (алауити, християни-маронити и друзи) от друга. През 1401 година Тамерлан (Тимур) нахлува в Сирия и слага край на мамелюкската доминация. Краткото управление на тимуридите нанася огромни поражения на региона. Населението на Дамаск и Халеб е изклано, градовете са изгорени и ограбени, а занаятчиите са отведени в Централна Азия. Мамелюците възстановяват управлението си върху Сирия, но никога не възвръщат предишната си мощ.

### Османски период
В края на XV век отслабеният и обеднял от монголското нашествие Близък изток се превръща в цел на разрастващата се Османска империя. В края на XIV век османците покоряват Балканите, а през 1453 превземат и Константинопол. Между 1516 и 1517 султан Селим I побеждава мамелюците и присъединява Леванта и Египет към империята. В следващите 400 години Сирия е ключова част от Османската империя. Дамаск се превръща в началната точка на хаджа и управителят на Дамаския вилает го предвожда. Малцинствените религиозни общности – шиити, маронити, гръцки православни християни, арменци, евреи и т.н. – са организирани в миллети.
В икономическо отношение, Османска Сирия не се развива значително.Направени са няколко опита стопанството на страната да се възстанови, но те не се увенчават с успех и регионът остава беден. През XVI и XVII век населението намалява с 1/3, а към края на XVIII век едва 1/8 от селата в Халебски пашалък са останали населени. Единствено Ливан отбелязва напредък поради по-силната си независимост от централната власт.

### Съвременна история
Границите на днешна Сирия се очертават след края на Първата световна война, когато се разпада Османската империя. През 1920 г. френски и английски дипломати договарят разпределяне на зоните на влияние в териториите на бившата империя.
Упражняването на мандата на французите в Сирия не се оказва лесна работа. След много трудности през 1945 г. сирийците получават своята независимост. В следващите 25 г. сирийците имат много неспокоен политически живот и са свидетели на серия военни преврати. Те се противопоставят и на привържениците на Арабската социалистическа партия Баас.
През 1958 г. се провъзгласява обединяването на Сирия и Египет, в рамките на обща Обединена арабска република, под президентството на Насър. В края на следващата година търканията между сирийци и египтяни стават нетърпими и се стига до скъсване на отношенията между двете страни. А идването на власт в Ирак на Саддам Хюсеин през 1979 г. още повече задълбочава конфликта.
Сирийските политици активно се намесват и в политиката на Ливан. Започналата през 1975 г. гражданска война в страната продължава цели 15 г. През октомври 1989 г., уморени от войната, западните политици приемат признатото от арабските страни сирийско влияние в Ливан. Едва сега сирийците могат да преминат към изпълнението на проекта за Велика Сирия. Според него териториите между Средиземно море, Персийския залив и Червено море трябва да са неделими. Но след 1920 г. те са раздробени и са създадени Сирия, Йордания, Арабия, Ирак.
Сирийската икономика се характеризира със силна намеса на държавата в стопанския живот. Едва през 2001 г. са позволени частните банкови операции, а две години по-късно се появяват и три недържавни банкови институции.
В последните 7 г. средният растеж на БВП на Сирия е 2,3%. Безработицата е висока – 20%. Инфлацията е 2,1% към 2004 г.
Под влияние на вълненията в Арабския свят на 15 март 2011 г. в страната избухва въстание, което прераства в гражданска война, под влияние до голяма степен и на външни сили.
През декември 2024 г. опозицията създава офанзива, с която гражданската война в Сирия приключва с победа на опозиционните сили.

## География и климат
Климатът на Сирия варира от влажното средиземноморско крайбрежие, през полусуха степна зона, до суха пустиня на изток. Сирия се състои предимно от сухи плата, въпреки че северозападната част, граничеща със Средиземно море, е сравнително зелена. Ал-Джазира на североизток и Хауран на юг са важни земеделски райони. Ефрат, най-важната река на Сирия, пресича страната на изток. Сирия е една от петнадесетте държави, които съставляват т. нар. „люлка на цивилизацията“. Терторията й се простира в северозападната част на Арабската плоча.
Петрол в търговски количества е открит за първи път в североизточната част на страната през 1956 г. Най-важните нефтени находища са тези на ал-Сувайдия, Карачок, Рмелан близо до ал-Хасеке, както и находищата ал-Омар и ал-Тайм близо до Дейр аз-Заур. Находищата са естествено продължение на иракските находища в Мосул и Киркук. Петролът се превърна във водещ природен ресурс и основен износ на Сирия след 1974 г. Природният газ е открит в находището Jbessa през 1940 г.
Сирия съдържа четири сухоземни екорегиона: сирийски ксерични тревни съобщества и храсталаци, източносредиземноморски иглолистни-склерофилни-широколистени гори, южноанадолски планински иглолистни и широколистни гори и месопотамска храсталачна пустиня. Страната има среден резултат от 3,64/10 в Индекса за целостност на горския ландшафт за 2019 г., което я класира на 144-то място в световен мащаб от 172 държави.

## Държавно устройство

### Сирия при Баас
Сирия остава еднопартийна държава с обширен апарат на тайната полиция, който ограничава всякаква независима политическа дейност. Конституцията, въведена едностранно от режима на Асад, без участието на сирийската опозиция, засилва авторитарния му характер, като предоставяи извънредни правомощия на президентството, а политически комитет на партията Баас продължава да отговаря за разрешаването на политическите партии.
Управляващата Арабска социалистическа партия Баас управлява Сирия като полицейска държава чрез контрола си върху сирийския военен и охранителен апарат; тази система често е описвана като тоталитарна, въпреки че някои учени предпочитат термина авторитарна. 50-то издание на „Свобода по света“, публикувано от Фрийдъм Хаус през 2023 г., определи Сирия като „най-лошата от най-лошите“ сред „несвободните“ страни и ѝ дава най-ниската оценка (1/100) наред с Южен Судан.
Според сирийската конституция от 2012 г. президентът на Сирия е глава на сирийската държава, докато министър-председателят на Сирия е номинален глава на правителството,  въпреки че истинската власт в системата се намира в ръцете на президента. Законодателната власт, Народното събрание, е органът, отговорен за приемането на закони, одобряването на държавни бюджетни кредити и обсъждането на политиката. В случай на вот на недоверие с обикновено мнозинство, министър-председателят е длъжен да подаде оставка на правителството си на президента. След управлението на Хафез ал-Асад, политическата система на партията Баас е съсредоточена около всеобхватен култ към личността, фокусиран върху семейство Ал-Асад; с алавитски лоялисти на партията Баас, доминиращи ключови позиции във военния апарат, тайната полиция и политическия елит.
Изпълнителната власт се състои от президента, двама вицепрезиденти, министър-председателя и Министерския съвет (кабинет). Конституцията изисква президентът да е мюсюлманин, но не обявява Исляма за държавна религия. На 31 януари 1973 г. Хафез ал-Асад въвежда нова конституция, което води до национална криза. За разлика от предишните конституции тази не изисква президентът на Сирия да е мюсюлманин, което довежда до ожесточени демонстрации в Хама, Хомс и Халеб, организирани от Мюсюлманско братство и традиционалистите улеми. Те наричат Асад „враг на Аллах“ и призовават за джихад срещу неговото управление. Правителството преживява серия от въоръжени бунтове, водени предимно от ислямисти от Мюсюлманско братство, между 1976 и 1982 г., чрез поредица от репресии и кланета. Конституцията дава право на президента да назначава министри, да обявява война и извънредно положение, да издава закони (които, освен в случай на извънредно положение, изискват ратифициране от Народния съвет), да обявява амнистия, да изменя конституцията и да назначава държавни служители и военни. Според конституцията от 2012 г. президентът е избран от сирийските граждани чрез преки избори. Законодателната власт на Сирия е еднокамарен Народен съвет. Народният съвет служи предимно като институция за утвърждаване на еднопартийната система на Сирия и за потвърждаване на законодателните процедури на Арабската социалистическа партия Баас.
В Сирия няма независима съдебна система, тъй като всички съдии и прокурори трябва да бъдат назначени от партията Баас. Съдебните власти в Сирия включват Върховния конституционен съд, Висшия съдебен съвет, Касационния съд и Съдилищата за държавна сигурност. Ислямската юриспруденция е основен източник на законодателство, а съдебната система на Сирия има елементи от османското, френското и ислямското право. Сирия има три нива на съдилища: съдилища от първа инстанция, апелативни съдилища и конституционен съд, най-висшият съд. Религиозните съдилища разглеждат въпроси, свързани с личното и семейното право. Върховният съд за държавна сигурност е премахнат от Башар ал-Асад през 2011 г. В резултат на продължаващата гражданска война са сформирани различни алтернативни правителства, включително Временното сирийско правителство, Партията на демократичния съюз и локализирани региони, управлявани от шериата. Представители на временното сирийско правителство са поканени да заемат мястото на Сирия в Арабската лига през 2013 г. и е признато за „единствен представител на сирийския народ“ от няколко държави, включително Съединените щати, Обединеното кралство и Франция.
Изборите в Сирия се провеждат чрез фалшив процес, характеризиращ се с широкомащабни манипулации, многократно гласуване и липса на системи за регистрация и проверка на избирателите. На 13 април 2016 г. в контролираните от правителството райони на Сирия се провеждат парламентарни избори за всичките 250 места в еднокамарния законодателен орган на Сирия, Маджлис аш-Шааб, или Народния съвет на Сирия. О,ще преди обявяването на резултатите няколко държави, включително Германия, Съединените щати и Обединеното кралство, обявяват отказа си да ги приемат, като до голяма степен се позоват на това, че те не представляват волята на сирийския народ. Представители на Руската федерация обаче изразяват подкрепата си за резултатите от тези избори. Различни независими наблюдатели и международни организации осъждат изборното поведение на режима на Асад като измама; като Организацията на обединените нации го осъжда като незаконни избори без мандат.    Глобалният доклад на Electoral Integrity Project от 2022 г. определя сирийските избори като фасада с най-лошата избирателна почтеност в света, наред с Коморските острови и Централноафриканската република. Три алтернативни правителства, сформирани по време на сирийската гражданска война – Временното сирийско правителство (сформирано през 2013 г.), Рожава (сформирано през 2016 г.) и Сирийското правителство на спасението (сформирано през 2017 г.), контролират северните райони на страната и действат независимо от Сирийската арабска република.

### Сирия след Баас
Към май 2025 г. Сирия в момента претърпява политически преход след падането на режима на Башар ал-Асад на 8 декември 2024 г. Сформирано е служебно правителство, водено от Мохамед ал-Башир, което да управлява страната. На 29 януари 2025 г., по време на Конференцията за победата в Сирийската революция в Президентския дворец в Дамаск, Сирийското главно командване назначава Ахмед ал-Шараа за президент за преходния период, след като той е де факто лидер след падането на режима на Асад.
На 13 март 2025 г. ал-Шараа ратифицира временната конституция, която ще бъде валидна пет години. Конституцията установява президентска система  без позицията на министър-председател. Народното събрание е създадено, за да служи като временен парламент по време на петгодишния преходен период, като контролира изготвянето на нова постоянна конституция. На 29 март 2025 г. сирийското преходно правителство е обявено от ал-Шараа на церемония в Президентския дворец в Дамаск, на която новите министри полагат клетва и произнасят речи, в които очертават дневния си ред. Правителството заменя служебното сирийско правителство, сформирано след падането на режима на Асад на 8 декември 2024 г.

## Въоръжени сили
Сирийската арабска република е президентска държава, която номинално позволява кандидатурата на лица, които не са част от контролирания от Баас Национален прогресивен фронт. Въпреки товаПрезидентът на Сирия е главнокомандващ на Сирийските въоръжени сили, които при мобилизацията наброяват около 400 000 войници. Армията е наборна сила; мъжете служат 30 месеца в армията след навършване на 18-годишна възраст. Задължителната военна служба се намалява с течение на времето, през 2005 г. от две години и половина на две години, през 2008 г. на 21 месеца и през 2011 г. на година и половина.
Разпадането на Съветския съюз – дълго време основният източник на обучение, материали и признание за сирийските сили – може би забавя способността на Сирия да се сдобие със съвременна военна техника. Разполага с арсенал от ракети земя-земя. В началото на 90-те години на миналия век ракети Скъд-C с обхват 500 km са закупени от Северна Корея, а Скъд-D, с обхват до 700 km, се разработва от Сирия с помощта на Северна Корея и Иран.
Сирия получи значителна финансова помощ от арабските държави от Персийския залив в резултат на участието си във войната в Персийския залив, като значителна част от тези средства е предназначена за военни разходи. Иран и Русия са най-големите доставчици на военна помощ за сирийското правителство, водено от Асад.

## Административно деление
Сирия е разделена на 14 области (мухафази). Областите са подразделени на общо 61 околии (минтаки), които от своя страна са разделени на 206 общини (нахии).
| №   | Българско име | Арабско име           | Площ (кв. км) | Население (души) | Админ. център | Население (души) |
| --- | ------------- | --------------------- | ------------- | ---------------- | ------------- | ---------------- |
| 1.  | Дамаск        | на арабски: دمشق      | 105           | 1 754 000        | Дамаск        | 1 414 913        |
| 2.  | Риф Дамаск    | на арабски: ريف دمشق  | 18 032        | 2 836 000        | Дамаск        |                  |
| 3.  | Кунейтра      | на арабски: القنيطرة  | 685           | 90 000           | Кунейтра      | 153              |
| 4.  | Дараа         | на арабски: درعا      | 3730          | 1 027 000        | Дараа         | 97 969           |
| 5.  | Ас-Суейда     | на арабски: السويداء  | 5550          | 370 000          | Ас-Суейда     | 73 641           |
| 6.  | Хомс          | на арабски: حمص       | 42 223        | 1 803 000        | Хомс          | 652 609          |
| 7.  | Тартус        | на арабски: طرطوس     | 1892          | 797 000          | Тартус        | 115 769          |
| 8.  | Латакия       | на арабски: اللاذقية  | 2297 или 2437 | 1 008 000        | Латакия       | 383 786          |
| 9.  | Хама          | на арабски: حماة      | 8883          | 1 628 000        | Хама          | 312 994          |
| 10. | Идлиб         | на арабски: ادلب      | 6097          | 1 501 000        | Идлиб         | 98 791           |
| 11. | Халеб         | на арабски: حلب       | 18 500        | 4 868 000        | Халеб         | 2 132 100        |
| 12. | Ар-Ракка      | на арабски: الرقة     | 19 616        | 944 000          | Ар-Ракка      | 220 488          |
| 13. | Дейр ез-Зор   | на арабски: دير الزور | 33 060        | 1 239 000        | Дейр ез-Зор   | 211 857          |
| 14. | Ал-Хасеке     | на арабски: الحسكة    | 23 334        | 1 512 000        | Ал-Хасеке     | 188 160          |

### Автономна администрация на Северна и Източна Сирия
Автономната администрация на Северна и Източна Сирия (AANES), макар и де факто автономна, не е призната от страната като такава. AANES, известен още като Рожава, се състои от самоуправляващи се подрегиони в районите на Африн, Джазира, Ефрат, Ар-Ракка, Табка, Манбидж и Дейр ез-Зор. Регионът получава своята де факто автономия през 2012 г. в контекста на продължаващия конфликт в Рожава и по-широката сирийска гражданска война, в която участва и официалната му военна сила, Сирийските демократични сили (СДС).
Въпреки че поддържа някои външни отношения, регионът не е официално признат за автономен от правителството на Сирия или от която и да е друга държава, въпреки че е признат от регионалния каталонски парламент. AANES се радва на широка подкрепа за своите универсални демократични, устойчиви, автономни плуралистични, равноправни и феминистки политики в диалози с други партии и организации. Североизточна Сирия е полиетническа и е дом на значително етническо кюрдско, арабско и асирийско население, с по-малки общности от етнически туркмени, арменци, черкези и язиди.Поддръжниците на администрацията на региона заявяват, че това е официално светска държава с амбиции за пряка демокрация, основана на анархистична, феминистка и либертарианска социалистическа идеология, насърчаваща децентрализация, равенство между половете, екологична устойчивост, социална екология и плуралистична толерантност към религиозното, културното и политическото многообразие, и че тези ценности са отразени в конституцията, обществото и политиката му, като го определят като модел за федерализирана Сирия като цяло, а не за пълна независимост.  Администрацията на региона е обвинена и от някои партийни и безпартийни източници в авторитаризъм и подкрепа на сирийското правителство. Въпреки това AANES е най-демократичната система в Сирия, с преки открити избори, всеобщо равенство, зачитане на човешките права в региона, както и защита на малцинствените и религиозните права в Сирия. 
През 2019 г. Сирийските демократични сили обявяват, че са постигнали споразумение със сирийската армия, което им позволява да влязат в контролираните от СДС градове Манбидж и Кобани, за да предотвратят турска атака срещу тези градове като част от трансграничната офанзива на турските и подкрепяните от Турция сирийски бунтовници.  Сирийската армия се разположи и в северната част на Сирия заедно със СДС по сирийско-турската граница и влезе в няколко града, държани от СДС, като Айн Иса и Тел Тамер. След създаването на втората буферна зона в Северна Сирия СДС заявяват, че са готови да работят в сътрудничество със сирийската армия, ако бъде постигнато политическо споразумение между сирийското правителство и Сирийските демократични сили.

## Население
Населението на Сирия към 2012 година се оценява на 22 457 000 души. Сирия е една от най-гъсто населените страни в Близкия изток. През 1986 година гъстотата е била 57 души на квадратен километър, а през 2004 г. – 363 души на квадратен километър. Населението обаче е разпределено изключително неравномерно, като повечето сирийци живеят в западната част на страната, във и около Дамаск и Халеб и по поречието на река Ефрат. Малко над 90% от населението са араби, останалите над 9% са кюрди, арменци, туркомани и сирийски гърци.
По оценки от 2013 година, 33,9% от сирийците са на възраст под 14 години, 20,8% са на възраст между 15 и 24 години, 36,9% са на възраст между 25 и 54 години, и само 8,5% са на възраст над 55 години. Над 12 280 000 души, или повече от половината сирийци, са на възраст под 25 години.

## Икономика
Икономиката се характеризира със силната намеса на държавата в стопанския живот. Едва през 2001 г. са позволени частните банкови операции, а 2 г. по-късно се появяват и три частни банки.
През последните седем години средният ръст на БВП е 2,3%. Безработицата е висока – 20%. През 2004 г. средният доход на глава от населението е 2400 USD, инфлацията е 2,1%.
Основните селскостопански продукти са пшеница, ечемик, памук, бобови култури, грах, маслини, захарна тръстика. Основните промишлени продукти са фосфати, нефт, текстил, храни и др.
Запасите от нефт възлизат на 2,5 млрд. барела, а от природен газ – към 270,7 млрд. куб. м. Важните индустриални райони са тези около Халеб, Дамаск и в района около Хомс и Хама.
Валутните и златните резерви на страната се изчисляват на около 5 млрд. долара, а външният дълг – на около 4 млрд. щ. дол. Икономиката е силно зависима от износа на фосфати, нефт и нефтопродукти.

## Религия
Ислямът е най-голямата и преобладаваща религия в Сирия, изповядван от 87% от населението. Сунитските мюсюлмани съставляват около 74% от населението, а сунитските араби – 59–60%. Повечето кюрди (8,5%) и туркмени (3%) са сунити, докато 3% от сирийците са шиитски мюсюлмани (особено исмаилити и имамисти, но има и араби, кюрди и туркмени), 10% са алавити, 10% са християни (по-голямата част са антиохийски гръцки православни, а останалите са сирийски православни, гръкокатолически и други католически обреди, арменски православни, Асирийска църква на Изтока, протестанти и други деноминации) и 3% са друзи.  Друзите наброяват около 500 000 души и са концентрирани главно в южната част на Джабал ал-Друз. Според Асоциацията на архивите за религиозни данни (ARDA) към 2020 г. 94,17% от сирийците са мюсюлмани – 79,19% са сунити и 14,10% са шиити (включително алавити), а 3,84% от сирийците са християни.
Християни са 1,2 милиона, значителен брой от които се намират сред сирийското население от палестински и иракски бежанци, и са разделени на няколко направления. Гръцките православни съставляват 45,7% от християнското население; сирийските православни са 22,4%; арменските православни – 10,9%; католиците (включително гръкокатолици, сирийски католици, арменски католици, маронити, халдейски католици и латинците) са 16,2%; Асирийската източна църква и няколко по-малки християнски деноминации съставляват останалите. Съществуват и много християнски манастири. Много сирийски християни принадлежат към висшата социално-икономическа класа. Според оценка броят на християните, свързани с установени деноминации в Сирия, е спаднал от приблизително 2,5 милиона преди гражданската война до около 500 000 през 2023 г.
Някога Сирия е имала значим брой евреи, с големи общности в Дамаск, Халеб и Камишли. Поради комбинация от преследване в Сирия и възможности другаде евреите започват да емигрират през втората половина на XIX век във Великобритания, Съединените щати и Израел. Процесът е завършен със създаването на Израел през 1948 г. Останалото еврейско население намалява в резултат на гражданската война. Днес в Сирия живеят 100 евреи. Съединените щати са дом на голяма сирийска еврейска общност, която все още се счита за сирийски граждани от сирийското правителство.

## Образование
Образованието е безплатно и задължително от 6 до 12-годишна възраст. Училищното образование се състои от шест години начално образование, последвано от тригодишен период на общо или професионално обучение и тригодишна академична или професионална програма. Вторият тригодишен период на академично обучение е необходим за прием в университет. Общият брой на записаните във висшите училища е над 150 000. Нивото на грамотност на сирийците на 15 и повече години е 90,7% за мъжете и 82,2% за жените.
В Сирия има шест държавни университета и 15 частни университета. Двата най-добри държавни университета са Университетът в Дамаск и Университетът в Халеб. Най-добрите частни университети в Сирия са Сирийският частен университет, Арабският международен университет, Университетът Каламун и Международният университет за наука и технологии. В Сирия има и много висши учебни заведения, като Висшият институт по бизнес администрация, които предлагат бакалавърски и магистърски програми по бизнес.

## Здравеопазване
Продължаващият конфликт в Сирия оказва дълбоко влияние върху здравната, демографска картина и инфраструктура на страната. Към 2023 г. Световната здравна организация оценява населението на Сирия на приблизително 23,6 милиона души.
През 2021 г. средната продължителност на живота в Сирия е 73,1 години. Коефициентът на детска смъртност намалява през последните години, като оценките сочат 12,1 смъртни случая на 1000 живородени деца през 2022 г. Смъртността при деца под петгодишна възраст е 21,4 смъртни случая на 1000 живородени деца.
Преди конфликта, през 2009 г., коефициентът на майчина смъртност в Сирия е бил 52 смъртни случая на 100 000 живородени деца. Въпреки това продължаващата война нарушава здравните услуги за майките, което е довело до повишени рискове за бременните жени.
Продължителният конфликт нанася сериозни щети на здравната инфраструктура на Сирия. Според последните доклади над половината от болниците в страната не функционират, а приблизително 15,3 милиона души се нуждаят от здравна помощ, което представлява 72% от населението. Това бележи 25% увеличение спрямо 2022 г., което подчертава ескалиращата здравна криза.
Незаразните болести, особено сърдечно-съдовите заболявания, са водещи причини за смърт преди конфликта. Въпреки това от началото на войната свързаните с конфликта наранявания и смъртни случаи се увеличават рязко, което значително променя здравната картина.

## Език
Арабският е официалният език на страната. Няколко съвременни арабски диалекта се използват в ежедневието, най-вече левантийският на запад и месопотамският на североизток. Според „Енциклопедия по арабски език и лингвистика“ освен арабски в страната се говорят следните езици, подредени по брой на говорещите: кюрдски, турски, неоарамейски (четири диалекта), черкезки, чеченски, арменски и гръцки. Въпреки това нито един от тези малцинствени езици няма официален статут.
Арамейският език е бил лингва франка в региона преди появата на арабския и все още се говори сред асирийците, а класическият сирийски език все още се използва като литургичен език на различни сирийски християнски деноминации. Най-забележителното е, че западният неоарамейски език все още се говори в село Маалюла, както и в две съседни села, на 56 km североизточно от Дамаск. Английският и френският са широко разпространени като втори езици, но английският се използва по-често.

## Култура
Сирия е традиционно общество с дълга културна история. Важно е семейството, религията, образованието, самодисциплината и уважението. Вкусът на сирийците към традиционните изкуства се изразява в танци като ал-Сама, Дабке във всичките им вариации и танца с мечове. Брачните церемонии и раждането на деца са поводи за оживена демонстрация на народни обичаи.

### Кухня
Сирийската кухня е богата и разнообразна по отношение на съставките си, свързани с регионите, откъдето произхожда конкретното ястие. Сирийската храна се състои предимно от южносредиземноморски, гръцки и югозападноазиатски ястия. Някои сирийски ястия също са еволюирали от турската и френската кухня:  шиш кебап, пълнени тиквички и ябра (лозови сарми).
Основните ястия са кибе (изработени от булгур, фино смляно месо, смлян лук и подправки), хумус, табуле (левантска вегетарианска салата), суюк (пикантна наденица), фатуш, лабне, шаварма, мухадара, шанклиш, пастърма, суджук и баклава. Баклавата се приготвя от фило тесто, пълнено със смлени ядки и напоено с мед. Сирийците често сервират селекция от предястия, известни като мезе, преди основното ястие. Заатар, говежда кайма и манакиш със сирене са популярни ордьоври. Арабският плосък хляб хубз винаги се яде заедно с мезе. Традиционния ястия за сирийците са също и шиш парак – паста в млечен сос, вкусна кисела супа с лапад, сумак. Сирийското сирене е добре известно.
Напитките варират в зависимост от времето на деня и повода. Арабското кафе е най-известната топла напитка, която обикновено се приготвя сутрин за закуска или вечер. Обикновено се сервира за гости или след хранене. Арак, алкохолна напитка, е добре позната напитка, сервирана предимно по специални поводи. Други сирийски напитки включват айран, джалаб, бяло кафе и местно произведена бира, наречена Ал Шарк.

### Музика
Сирийската музикална сцена, по-специално тази в Дамаск, отдавна е сред най-важните в арабския свят, особено в областта на класическата арабска музика. Сирия дава няколко панарабски звезди, включително Асмахан, Фарид ал-Атраш и Лена Чамамян. Град Халеб е известен с мувашаха си – форма на андалуска пята поезия, популяризирана от Сабри Мудалал, както и с популярни звезди като Сабах Фахри.
Традиционната сирийска музика е основана на базата на музиката от асирийската, персийската и ислямската цивилизации. Ал-муашахат е много известна форма на пеене, особено в Халеб. Сред най-изтъкнатите композитори от страната са Омар ал-Батш и Абу Халил ал-Кабани, Антоан Шауа и шейх Али ал-Дарвиш, всички от които имат голям принос за периода на художествен ренесанс (1789 – 1937).

### Архитектура
В Сирия архитектурата е повлияна от Римската, Арабската и Средиземноморска архитектура. Забележителни сгради:двореца Азем, глинени къщи близо до Харан, Джамията на Омаядите в Дамаск, Храмът Ал Мелкарт. Стотици сгради са под закрилата на ЮНЕСКО. Много архитектурни комплекси са с нас 5 хил. летна история.

## Други
- Комуникации в Сирия
- Транспорт в Сирия
- Армия на Сирия
- Външна политика на Сирия
- Списък на градове в Сирия
- Въстание в Сирия (2011-2012)